# Мариана (Орания-Насау)
Вилхелмина Фредерика Луиза Шарлота Мариана от Орания-Насау (на немски: Wilhelmina Frederica Louise Charlotte Marianne von Oranien-Nassau; * 9 май 1810, Берлин; † 29 май 1883, двореца Райнхартсхаузен, Ербах (в Елтвиле ам Рейн), Хесен) е нидерландска принцеса – дъщеря на нидерландския крал Вилхелм I.

## Живот
Дъщеря е на крал Вилхелм I Нидерландски (1772 – 1843) и съпругата му принцеса Вилхелмина Пруска (1774 – 1837), дъщеря на пруския крал Фридрих Вилхелм II (1744 – 1797) и втората му съпруга принцеса Фридерика Луиза фон Хесен-Дармщат (1751 – 1805), дъщеря на ландграф Лудвиг IX фон Хесен-Дармщат и Каролина фон Пфалц-Цвайбрюкен. Сестра е на Вилхелм II Нидерландски (1792 – 1849), крал на Нидерландия и велик херцог на Люксембург.
Мариана Нидерландска се омъжва на 14 септември 1830 г. в Хага за принц Албрехт Пруски (1809–1872), син на пруския крал Фридрих Вилхелм III (1770 – 1840) и херцогиня Луиза фон Мекленбург-Щрелиц (1776 – 1810). Тя е първата му съпруга принцеса и той не ѝ е верен. Те се развеждат през 1849 г. Опекунството за децата получава кралица Елизабет.
От 1848 г. Мариана Нидерландска има връзка със своя личен кочиаш, придружител в пътуванията и по-късно секретар на кабинета Йоханес ван Росум (* 1809; † 10 май 1873), от когото има син. Дворовете в Хага и Берлин прекъсват всички контакти с Мариана. Децата ѝ са лишени от правото да имат контакт с нея. В Кралство Прусия важи официалния декрет за изгонването ѝ, който ѝ позволява да се намира само 24 часа на пруска земя. Двойката пътува из Европа и Ориента (Египет, Палестина, Сирия) и през 1851 г. се установяват в Рим, където взема сина си при себе си. Албрехт Пруски се жени втори път през 1853 г. (морган.) за Розалия фон Раух „графиня фон Хоенау“ (1820 – 1879).
Изгонена от Кралство Прусия, Мариана живее с незаконния си син в двореца Райнхартсхаузен, Ербах на Рейн. Населението я почита. Тя се грижи за нуждаещите в Рейнгау и Силезия, и дарява църквата „Св. Йоханес“ в Ербах по случай трагичната смърт на 12-годишния си син.
Мариана Нидерландска умира на 73 години на 29 май 1883 г. в двореца Райнхартсхаузен, Ербах, Хесен. На гробния ѝ камък не се споменава името на любимия ѝ Йоханес ван Росум, с когото живее 25 години.
- Мариана фон Орания-Насау
- „Църквата Йоханес“ в Ербах, юни 2011
- Гробното ѝ място в Ербах

## Деца
Мариана Нидерландска ражда на Албрехт Пруски деца:
- Шарлота Пруска (* 21 юни 1831, двореца Шьонхаузен, близо до Берлин; † 30 март 1855, Майнинген), омъжена на 18 май 1850 г. в Шарлотенбург за принц (херцог от 1866) Георг II фон Саксония-Майнинген (* 2 април 1826, Майнинген; † 25 юни 1914, Вилдунген)
- син (*/† 4 декември 1832)
- Албрехт (* 8 май 1837, Берлин; † 13 септември 1906, Каменц), женен на 9 април 1873 г. в Берлин за принцеса Мария фон Саксония-Алтенбург (* 2 август 1854, Айзенберг; † 8 октомври 1898, дворец Каменц)
- Фридерика Луиза Вилхелмина Елизабет (* 27 август 1840, Каменц; † 9 октомври 1840, Каменц)
- Фридерика Вилхелмина Луиза Елизабет Александрина (* 1 февруари 1842, Берлин; † 26 март 1906, в дворец Марли близо до Потсдам), омъжена на 9 декември 1865 г. в Берлин за херцог Вилхелм фон Мекленбург (* 5 март 1827, Лудвигслуст; † 28 юли 1879, Хайделберг)

От връзка ѝ с Йоханес ван Росум има един син:
- Йохан Вилхелм фон Райнхартсхаузен (* 30 октомври 1849, Цефалу, Сицилия; † 25 декември 1861, Райнхартсхаузен при Визбаден).

- Принц Албрехт Пруски
- Йоханес ван Росум,
 Рим 1852
- Йохан Вилхелм фон Райнхартсхаузен (1849 – 1861)